# 伊藤子元
伊藤子元（1771年—1847年6月23日），幼名伊藤蜂三郎，名茂辰，號幽宮，法名白翁自敬居士，其墓上則刻為伊東子元。生於日本美濃國可兒郡兼山，日本江戶時代圍棋棋士，棋力五段，名古屋圍棋推廣的重要人物。

## 生平
自幼喜棋，後前往江戶拜於十世本因坊烈元門下；曾四處遊歷，遍及畿內、九州，並在薩摩藩與滯留在該處要前往江州的琉球國棋士對弈獲勝，因而聲名大噪。
享和年間定居在名古屋，當時該地圍棋並無發展，伊藤在該處推廣圍棋，收了不少徒弟，至其晚年時，門下有段者超過三十位；名徒有伊藤松次郎、加藤隆次郎，兩人後來先後被送至本因坊家，各拜於十一世本因坊元丈、十二世本因坊丈和門下；前者後來升至上手（七段），為天保四傑之一的伊藤松和；後者則為後來名古屋有名的加藤隆和，培育眾多名古屋棋士。
1822年本因坊跡目丈和（五段）在名古屋讓伊藤兩子，棋譜上仍記為蜂三郎；此局為和局，但丈和認為是伊藤於收官時失誤所致，而將棋譜記為伊藤黑一目勝。之後伊藤於文政年間升上三段。1846年《大日本圍棋姓名錄》中則記載伊藤子元五段。

晚年學佛，常至卓州禪師處參禪，號白翁。1847年於家中長眠，享壽七十五歲，葬於桑名大林寺；隔年松和、隆和替其立碑，澤田眉山替其銘文：
|  | 於乎白翁 知白守黒 局上對陣 神機不測 既耽生隠 又受逃禪 奕品五級 榮名千年 |

## 外部連結
- 日本圍棋故事